# Валаспра (Кјети)
Валаспра је насеље у Италији у округу Кјети, региону Абруцо.
Према процени из 2011. у насељу је живело 1 становника. Насеље се налази на надморској висини од 493 м.